# Tereftalato de polietileno
El tereftalato de polietileno, politereftalato de etileno, polietilenotereftalato o polietileno tereftalato (más conocido por sus siglas en inglés PET, polyethylene terephthalate) es un tipo de plástico muy usado en envases de bebidas y textiles. Algunas compañías manufacturan el PET y otros poliésteres bajo diferentes marcas comerciales que han pasado al uso común, por ejemplo, en los Estados Unidos y el Reino Unido usan los nombres de Mylar y Melinex.
Químicamente el PET es un polímero que se obtiene mediante una reacción de policondensación entre el ácido tereftálico y el etilenglicol. Pertenece al grupo de materiales sintéticos denominados poliésteres.
Es un polímero termoplástico lineal, con un alto grado de cristalinidad. Como todos los termoplásticos puede ser procesado mediante extrusión, inyección, inyección y soplado, soplado de preforma y termoconformado. Para evitar el crecimiento excesivo de las esferulitas y lamelas de cristales, este material debe ser rápidamente enfriado, con lo que se logra una mayor transparencia. La razón de su transparencia al enfriarse rápidamente consiste en que los cristales no alcanzan a desarrollarse completamente y su tamaño no interfiere («scattering» en inglés) con la trayectoria de la longitud de onda de la luz visible, de acuerdo al proceso de dispersión de la luz por partículas.

## Propiedades y características
Presenta como características más relevantes-:
- Alta resistencia al desgaste y corrosión.
- Muy buen coeficiente de deslizamiento.
- Buena resistencia química y térmica.
- Muy buena barrera a CO2, aceptable barrera a O2 y humedad.
- Compatible con otros materiales barrera que mejoran en su conjunto la calidad barrera de los envases y por lo tanto permiten su uso en mercados específicos.
- Reciclable, aunque tiende a disminuir su viscosidad con la historia térmica.
- Aprobado para su uso en productos que deban estar en contacto con productos alimentarios.

Las propiedades físicas del PET y su capacidad para cumplir diversas especificaciones técnicas han sido las razones por las que el material haya alcanzado un desarrollo relevante en la producción de fibras textiles y en la producción de una gran diversidad de envases, especialmente en la producción de botellas, bandejas, flejes y láminas.

## Historia

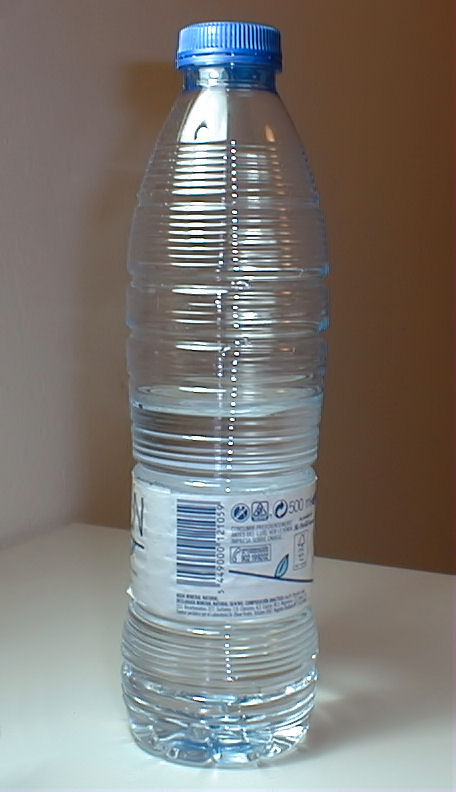
Agua mineral envasada en PET

Fue producido por primera vez en 1941 por los científicos británicos Whinfield y Dickson, quienes lo patentaron como polímero para la fabricación de fibras. Se debe recordar que su país estaba en plena guerra y existía una apremiante necesidad de buscar sustitutos para el algodón proveniente de Egipto. 
A partir de 1946 se empezó a utilizar industrialmente como fibra y su uso textil ha proseguido hasta el presente. En 1952 se comenzó a emplear en forma de película para envasar alimentos. Pero la aplicación que le significó su principal mercado fue en envases rígidos, a partir de 1976. Pudo abrirse camino gracias a su particular aptitud para la fabricación de botellas para bebidas poco sensibles al oxígeno como por ejemplo el agua mineral y los refrescos carbonatados. Desde principios de los años 2000 se utiliza también para el envasado de cerveza.

## Aspectos del uso de tereftalato de polietileno
Algunas características:
- Actúa como escudo para los gases, como el CO2 y el O2 y la humedad.
- Es transparente y cristalino, aunque admite algunos colorantes.
- Ligero, permite que una botella pese 1/20 del peso de su contenido.
- Impermeable.
- Levemente tóxico: recientemente se ha descubierto que las botellas que se usan para embotellar zumos de frutas ácidos liberan algo de antimonio (Sb), aunque por debajo de los límites que admite la OMS (20 μg/L)[cita requerida].[2]
- Inerte (al contenido).
- Resistente a esfuerzos permanentes y al desgaste, ya que presenta alta rigidez y dureza.
- Alta resistencia química y buenas propiedades térmicas: posee una gran indeformabilidad al calor.
- Totalmente reciclable.[cita requerida][3]
- Superficie barnizable.
- Estabilidad a la intemperie.
- Alta resistencia al plegado y baja absorción de humedad que lo hacen muy adecuado para la fabricación de fibras.
- No es biodegradable.

## Degradación
El PET es un material particularmente resistente a la biodegradación debido a su alta cristalinidad y a la naturaleza aromática de sus moléculas, por lo cual se le considera no biodegradable.
El PET sí puede ser degradado mediante un proceso químico por el cual se modifica su estructura molecular para reutilizar el material para un nuevo producto u obtención de combustibles.
Para realizar la degradación química del PET se deben tomar en cuenta primeramente las propiedades físicas y mecánicas del desecho de PET.

### Degradación mediante proceso químico
- Degradación por medio de fluido supercrítico: Este tipo de degradación se hace mediante el uso de disolventes en condiciones supercríticas. Los disolventes más comunes para la degradación del material son tolueno, acetona, benceno, xileno y etilbenceno, usados a temperaturas entre 583-643 K  y presiones de 4 – 6 MPa.

Mediante este proceso se obtienen estireno y otros hidrocarburos aromáticos con tiempos de reacción muy cortos, gracias a las buenas transferencias de masa y calor que se consiguen. La gran desventaja de esta opción de degradación se encuentra en los costes del proceso y en que los productos obtenidos son básicamente los mismos que en craqueo térmico y catalítico.
- Poliestireno disuelto en corrientes petroquímicas: el polímero es disuelto en una corriente de aceite de ciclo ligero. Se realiza el craqueo térmico en reactor de contacto corto a una temperatura de 723-823 K. Al realizarse este proceso se observa que existe una sinergia en el rendimiento de proceso al realizar la mezcla, pero se forma un alto contenido de aromáticos que son aportados a la degradación del poliestireno restringe el uso del producto como combustible.

- Hidrocraqueo : se procesa aceite proveniente de pirólisis de plásticos, con el fin de obtener un producto que cumpla con las propiedades de un combustible. Este proceso se lleva a cabo en un reactor tubular continuo, usando como catalizador óxido de aluminio a temperaturas de 623-723 K. Mediante este proceso se obtienen conversiones de poliestireno hasta el 98% mediante un proceso térmico y el 88% sobre Pt/Al2O3, durante un tiempo de reacción de 240 minutos a 685 K y 6 MPa de H2. La disminución en la conversión del proceso catalítico frente al térmico se encuentra relacionada con que el Pt/Al2O3 promueve reacciones de terminación, posiblemente por hidrogenación de radicales.[7]

La ventaja al hacer uso de catalizadores en el proceso radica en la selectividad, ya que al hacer uso de estos se reduce significativamente la producción de oligómeros. Mientras que el Pt/Al2O3  realiza simultáneamente la degradación del poliestireno y la hidrogenación de productos con el objetivo de reducir el contenido de aromáticos en el producto final; pero cabe destacar que inhibe parcialmente la degradación del polímero al compararla con el proceso térmico.
- Hidrólisis alcalina: son triturados los desechos de PET con una solución de NaOH, la mezcla de la reacción se somete a calor hasta que alcance el punto de ebullición, al finalizar se enfría y los residuos son filtrados. El filtro alcalino obtenido es neutralizado con una disolución de ácido clorhídrico , el producto final se filtra mediante succión y es deshidratado a una temperatura de 40 °C por un tiempo de 24 horas en presencia de P2Cl5.[9]
- La utilización de agentes catalizadores en la hidrólisis alcalina de PET son mejores que las técnicas que no hacen uso de catalizadores.

- Degradación de termo-oxidación: en este mecanismo de degradación el oxígeno maneja un papel fundamental, ya que depende en gran medida de la disponibilidad de oxígeno para que se pueda llevar a cabo este proceso, ya que, en presencia de oxígeno, las reacciones de escisión de la cadena dominan sobre las reacciones de ampliación moleculares. Los radicales alquilo reaccionan rápidamente con el oxígeno y forman radicales peroxilo, lo que se puede hacer abstracción de hidrógeno inter o intramolecular para formar hidroperóxidos poliméricos.

La termo-oxidación y la oxidación de los productos de polietileno se llevan a cabo a un rango de temperaturas de 150-250 °C, es decir, las condiciones de procesamiento han sido objeto de varios estudios. El proceso y los mecanismos de degradación a altas temperaturas difieren de los mecanismos que tienen lugar durante envejecimiento a largo plazo a temperaturas moderadas. Una temperatura más alta significa reacciones más rápidas y mayor cantidad de radicales libres. La disponibilidad de oxígeno llegará a ser limitada debido a que la velocidad de difusión y solubilidad de oxígeno es demasiado baja.
Mientras que a menor concentración de oxígeno, la probabilidad de que dos radicales alquilo vecinos sobrevivirán el tiempo suficiente para reaccionar con cada uno otro en lugar de reaccionar con el oxígeno es más alta y las reacciones de ampliación moleculares estarán  conduciendo a una ampliación dominante de la distribución del peso molecular. A temperaturas de reacción más bajas, que son las reales durante la degradación ambiental, la degradación así como los tiempos de reacción son mucho más largos, el número de radicales es más pequeño y el oxígeno tiene más tiempo para difundir a los sitios de reacción.

### Biodegradación
Cuando un objeto de plástico es abandonado en la naturaleza, la luz ultravioleta del sol provee la energía de activación requerida para iniciar la incorporación de oxígeno en sus moléculas. Este proceso hace que el objeto se vuelva frágil y se fragmente en trozos cada vez más pequeños hasta que las cadenas poliméricas alcanzan un peso molecular suficientemente bajo para que puedan ser metabolizadas por microorganismos. 
Sin embargo, el PET es un material particularmente resistente a la biodegradación debido a su alta cristalinidad y a la naturaleza aromática de sus moléculas, por lo cual se le considera no biodegradable.Se estima que una botella de PET en el océano tardará siglos en degradarse.
No obstante, se han encontrado microbios, concretamente de la especie Nocardia, que son capaces de llevar a cabo una biodegradación "lenta y débil" del PET, gracias a su capacidad de sintetizar cierta enzima, denominada poliéster hidrolasa, del grupo de las esterasas.Algunos investigadores han tratado de potenciar la función de dicha enzima mediante modificaciones genéticas. Cabe señalar que aún no se permite su uso en industrias ya que se deben de  realizar estudios sobre la evolución tanto funcional como estructural de ésta.

## Reciclaje del PET

Marca de reciclaje del PET

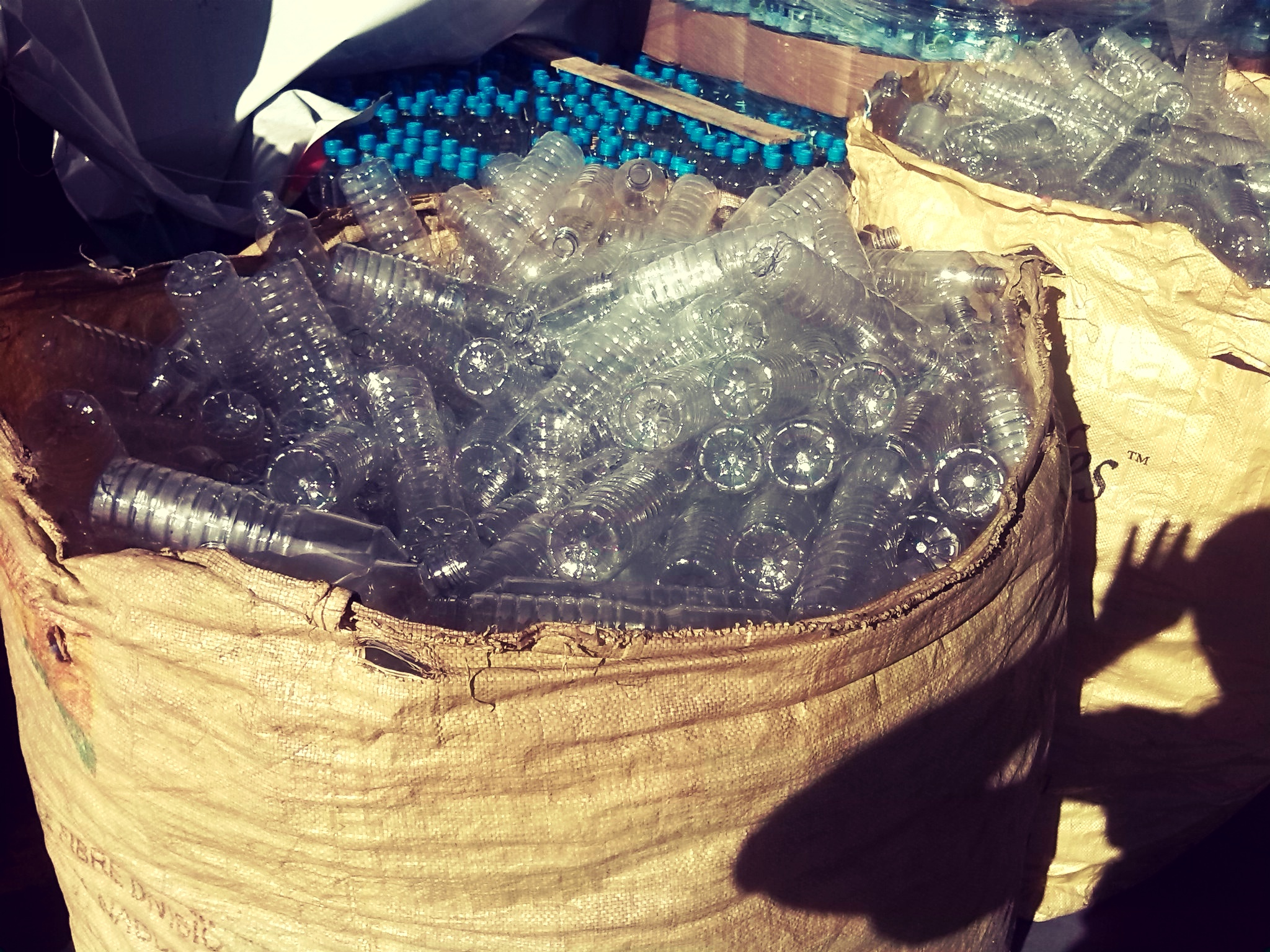
Acumulación de Pet para reciclaje

Existen diferentes alternativas en las cuales se puede reciclar el PET desde el reciclado mecánico , químico  y algunos que han sido planteados en otros países para reutilizar el PET o encontrar utilidad a los envases de PET, con el fin de disminuir su impacto ambiental y el volumen de estos en los tiraderos de basura.
Reciclado mecánico: Este tipo de sistema de reciclado es el más convencional para el PET. Consiste en una serie de etapas a las que el material es sometido para su limpieza y procesamiento, sin involucrar un cambio químico en su estructura. Al considerar este tipo de reciclado de PET es importante conocer el origen del residuo (residuo de proceso industrial o residuo postconsumo), además es importante considerar la aplicación a la cual será destinada (fibra, lámina, botella, bidón, fleje…) y si este tendrá algún contacto con alimento. La calidad del producto resultante irá ligada completamente a la separación previa de los materiales plásticos, ausencia de impurezas y por supuesto de su limpieza. De esta manera, es de suma importancia realizar de manera minuciosa la selección de procesos  y subprocesos (separación, lavado en frío, lavado en caliente, secado, etc.) para cada caso.
Dentro del reciclado mecánico existen dos tipos de proceso: siendo uno de estos, el reciclado mecánico convencional y el proceso de súperlimpieza; y el otro, complementario del primero.

### Proceso del reciclado mecánico convencional
Recogida selectiva: Tiene como único objetivo obtener un producto más limpio, mediante la eliminación de impurezas de otros materiales. La selección se hace de manera automática o manual, está basada en una serie de criterios: color (por ejemplo, si buscas PET transparente, eliminar colores críticos como amarillo, café, rojo y negro, solo son permitidos los azules no opacos e incoloros), materiales plásticos (eliminación de PE, PP, PVC) son seleccionados solo las botellas de refrescos y agua, también son eliminados los materiales metálicos. En función de las propiedades de los materiales se utilizan diferentes sistemas de separación: separadores colorimétricos, de infrarrojo cercano (INR), ultravioletas. Su efectividad dependerá totalmente de las características de los elementos a separar: grado de suciedad, humedad, etc.
Triturado: Consiste en reducir los envases de tamaño, usualmente este proceso es realizado en molinos de cuchillas. El tamaño final puede variar de una instalación a otra, aunque lo habitual es obtener una escama de hasta 12 mm.
Lavado: Se suele hacer sobre el triturado. Existe la opción de hacer un lavado previo sobre el envase. Para el lavado se puede usar agua, tensoactivos y/o sosa diluida a una temperatura que puede ser variable (frío, temperatura ambiente, lavado medio a 40 °C o lavado en caliente a una temperatura superior a 70 °C) Al realizar el lavado se estarán eliminando contaminantes de tipo orgánico, tierra, arena, etc, presentes en la superficie de la escama. Los residuos de tensoactivos usados en el lavado son eliminados mediante una serie de lavados posteriores.
Pueden emplearse adicionalmente métodos de fricción y centrifugación; de esta manera, aumentará el porcentaje de efectividad de lavado y la eliminación de elementos indeseables. El triturado será secado a una temperatura de 150 °C a 180 °C para su almacenamiento.
Extrusión: En este proceso, la escama limpia y seca es sometida a una extrusión con temperatura y presión para la obtención de un producto final o pellets. 

### Proceso descontaminación: Superlimpieza.
Este proceso tiene el objetivo de que el material obtenido del proceso mecánico convencional alcance las características necesarias para su uso en contacto con alimentos. Mediante este proceso se eliminaran los contaminantes que pueden quedar absorbidos en la superficie del plástico.
Descontaminación mediante tratamiento térmico: Este proceso se lleva  a cabo introduciendo el triturado en una extrusora a 280 °C. Las impurezas insolubles e infundibles que todavía puedan permanecer en  el material se quedaran en el filtro para ser eliminadas. Al mantener esta temperatura es posible que se produzca una ruptura de cadenas y en general una caída de la viscosidad por lo que es necesario, para mantener las propiedades provocar una policondensación que aumente la masa molecular en peso y en número.

### Reutilización en la construcción
Se desarrolló un estudio en la Universidad de Antioquía para darle un uso en la construcción a los residuos de PET. Para construcciones livianas, concluyeron que el PET puede ser un gran nivelador y aligerado como material de reemplazo para la base de estas estructuras. “La resistencia química del PET ante la acción de agentes externos promedio, hacen que su durabilidad supere en gran medida la vida útil de la vivienda que se construya sobre ellos.”  Este destino para el plástico generaría más conciencia en su reutilización y la necesidad para la industria constructora de material reciclado para reemplazar parte del común.